# Władysław Grysztar
Władysław Grysztar (ur. 11 stycznia 1957 w Rymanowie) – polski biegacz narciarski i biathlonista.

## Życiorys
Narciarstwo trenował od piątego roku życia. Jego siostra Helena i brat Józef także uprawiali wyczynowo ten sport. Na początku kariery był trenowany w rodzinnej Klimkówce przez instruktora Józefa Penara. Był zawodnikiem LZS Klimkówka, następnie Wojewódzkiego Ludowego Klubu Sportowego „Szron” w Rymanowie. W 1972 został mistrzem okręgowym w narciarstwie biegowym. Ukończył Zasadniczą Szkołę dla Pracujących i podjął Kształcenie w Technikum Górnictwa Naftowego w Krośnie, gdzie od 1975 był trenowany przez szkoleniowca Jana Barana.
Na przełomie lat 70./80. był zawodnikiem Górnika Iwonicz. Wówczas pięciokrotnie zdobywał złoty medal indywidualnych mistrzostw Polski, trzy razy w biegu na 20 km (1979, 1981, 1985) oraz dwa razy w biegu sprinterskim na 10 km (1983, 1986).
Został członkiem polskiej kadry narodowej i olimpijskiej. Czterokrotnie startował w zawodach mistrzostw świata.

## Osiągnięcia
Mistrzostwa świata
| Rok  | Miejsce    | bieg ind. 10 km | bieg ind. 20 km | sztafeta 4 x 7,5 km |
| 1981 | Lahti      | 48              | 44              | 13                  |
| 1982 | Mińsk      | 48              |                 |                     |
| 1983 | Anterselva | 56              | 48              |                     |
| 1985 | Ruhpolding |                 | 36              | 11                  |